# Verreibewalze
Eine Verreibewalze ist eine kunststoffbeschichtete Walze im Farbwerk einer Druckmaschine.
Verreibewalzen laufen im direkten Kontakt mit gummibezogenen Walzen, um Druckfarbe zu übertragen. Dabei bewegen sich die Verreibewalzen zusätzlich oszillierend (leichte Seitwärtsbewegung nach links und rechts). Dadurch wird eine gleichmäßige Verteilung und verlaufender Übergang in der Farbführung möglich.
Die Druckfarbe wird trotz dieser Namensgebung im eigentlichen Sinne nicht verrieben (Verreibung).